# Sébastien Marnier
Sébastien Marnier (Les Lilas, 22 settembre 1977) è un regista, sceneggiatore e scrittore francese.

## Biografia
Laureatosi in cinema all'Università di Parigi VIII, ha lavorato come maschera, commesso, receptionist, barista, cassiere e cuoco, ispirandosi a queste ed altre esperienze surreali nel mondo del lavoro per il blog, scritto assieme ad Élise Griffon, Salaire net et monde de brutes, approdato sul sito web di Libération. Il crescente successo del blog (oltre un milione di visualizzazioni) ha attirato l'attenzione della casa editrice Delcourt, che nel 2013 ha pubblicato una collezione delle migliori storie, e del canale Arte, che ha trasmesso nel 2016 un adattamento animato in 30 episodi con le voci di Valérie Donzelli, Jérémie Elkaïm e Marina Foïs.
Nel frattempo, Marnier ha pubblicato il suo primo romanzo, Mimì (2011), per i tipi di Fayard. L'accoglienza della stampa è stata molto calorosa: Le Figaro ne ha parlato come di «un primo romanzo dal respiro sbalorditivo», mentre Christophe Honoré ha pubblicato un suo personale endorsement del romanzo sul Nouvel Observateur.
Marnier si è poi dedicato al cinema, dirigendo nel 2016 il suo primo lungometraggio, Irréprochable, interpretato dal cast della serie animata di Salaire net et monde de brutes, tra cui Marina Foïs, candidata al premio César per la sua interpretazione. Ad esso ha fatto seguire due thriller, ovvero L'ultima ora (2018), tratto dal romanzo di Christophe Dufossé ed interpretato da Laurent Lafitte, Emmanuelle Bercot e Pascal Greggory, e Un vizio di famiglia (2022), con protagonista Laure Calamy.

## Filmografia
- Irréprochable (2016)
- L'ultima ora (L'Heure de la sortie) (2018)
- Un vizio di famiglia (L'Origine du mal) (2022)

## Opere letterarie
- Mimì (Mimi, 2011), Roma, Playground, 2012, traduzione di Giacomo Bonetti ISBN 978-88-891-1362-2.
- Une vie de petits fours (2013)